# Berchtold (Unternehmen)
Berchtold Holding ist ein Medizintechnik-Unternehmen in Tuttlingen, welches sich auf den Bereich Operationszubehör spezialisiert hat und dort zu den weltweit bedeutenden Unternehmen gehört. Heute ist sie eine Sparte der Stryker Corporation.

## Geschichte
Das Unternehmen wurde 1922 von Theodor Berchtold als chirurgiemechanischer Eigenbetrieb in Nendingen bei Tuttlingen gegründet. Zusammen mit seinem Bruder vergrößerte er den Kleinbetrieb. Da Nendingen zu dieser Zeit noch ein landwirtschaftlich geprägtes Dorf war, wurde dem Betrieb durch den Nendinger Gemeinderat eine Expansion verwehrt, so dass die Erweiterung in der Ludwigstaler Straße in Tuttlingen geschah. 1956 übernahm der Schwiegersohn des Gründers, Eduard Fritz, die Leitung. Die weltweit erste Herztransplantation im Dezember 1967 in Kapstadt wurde unter einem Beleuchtungssystem von Berchtold durchgeführt. Seit 1984 leitet Eduards Sohn Theo Fritz das Unternehmen. Durch ihn konnte sich das Unternehmen auf dem Weltmarkt im Segment Operationsleuchten etablieren. 2014 wurde Berchtold für umgerechnet 124 Mio. Euro an Stryker verkauft. Berchtold ist Mitglied im Wirtschaftsverband Industrieller Unternehmen Baden.

## Standorte
Die Produktion sowie die Forschung und Entwicklung findet neben dem Hauptstandort in Tuttlingen vor allem in der Schweiz und den USA (Flower Mound (Texas) & Charleston (South Carolina)) statt. Außerdem gibt es kleinere Niederlassungen in Malaysia (Sungai Buloh [Selangor]), Frankreich (Flughafen Paris-Charles de Gaulle), China (Pudong), Spanien (Tres Cantos), Indien (Ghaziabad), Japan (Chūō (Tokio)), Großbritannien (Newbury (Berkshire)) und Italien (Mailand).

## Produkte
Die wichtigsten Produkte sind Operations- und Untersuchungsleuchten, Operationstische, Telemedizinsysteme und Deckenversorgungseinheiten.